# آرماوير أرمينيا
جارارات(بالأرمنية: Ջրառատ)‏، المعروفة سابقًا باسم غارخون أو فيرين غارخون، هي قرية تقع في محافظة آرماوير في أرمينيا. تشتهر بوجود صناعة دواجن كبيرة، كما توجد بالقرب منها قطعة أرض مخصصة لخنافس الصبغ القرمزية.
يبلغ عدد سكان جارارات 2,981 نسمة وفقًا لتعداد عام 2011 .
بالإضافة إلى 2,981 نسمة في قرية جارارات، يعيش 1,165 شخصًا آخر في مساكن العمال التابعة لمزرعة الدواجن في جارارات (وفقًا لتعداد عام 2001)، مما يرفع العدد الإجمالي لسكان المنطقة إلى نحو 4,000 نسمة.